# Белоусов, Вадим Михайлович
Вадим Михайлович Белоусов, более известный под псевдонимом Вилли Конн, иногда Вилли Густав Конн (род. 17 января 1941 года в Ленинграде) — советский и российский писатель-фантаст, который начинал как автор научно-популярной и детской литературы, однако стал известным в 80-90-х годах XX века как автор серии авантюрно-фантастических приключенческих повестей с элементами эротики и секса, которые издавал под псевдонимом «Вилли Конн». Член Союза писателей СССР.

## Биография
Вадим Белоусов родился в 1941 году в Ленинграде. Учился в родном городе, работал по специальности в области стандартизации. Изначально публиковался в специализированном журнале «Стандарты и качество», а в 1971—1973 годах в детском журнале «Искорка» опубликовал цикл статей для детей о стандартизации. В 1974 году все эти рассказы вошли в первую научно-популярную книгу автора «Занимательная стандартизация». Позже в 70-80-х годах XX века Белоусов опубликовал ряд научно-популярных книг для подростков разнообразной тематики. Вадим Белоусов увлекался автогонками, и в 1984 году опубликовал книгу очерков об автоспорте «На другой стороне страха». В 1984 году он также опубликовал свою первую художественную книгу — приключенческую повесть для подростков «Операция „Рептилия“».
До 1989 года писатель недолюбливал и критиковал фантастику. Однако в 1989 году Вадим Белоусов резко изменил образ жизни, создав издательский кооператив «Рондо» на основе детского журнала «Искорка», который прекратил свое существование. Зато на его издательских мощностях начали печататься фантастические повести на газетной бумаге в мягких обложках большими тиражами, основным мотивом которых стали приключения инопланетян и инопланетных агентов на Земле с элементами эротики, и даже откровенных сексуальных отношений. Сам Белоусов был автором этих произведений, писал под псевдонимом «Вилли Конн».
Героем большинства этих произведений является частный детектив Майк Норман, который имеет чёрный пояс по каратэ, и обладает исключительной привлекательностью для женщин. Первой повестью этого в цикла стала «Лили», изданная в 1989 году тиражом в 500000 экземпляров. Следующей повестью стала «Террорист СПИДа», которая является самой известной из повестей, написанных автором. После её написания автора постоянно критиковали за чрезмерную упрощённость сюжета и чрезмерное описание сцен секса в произведениях, а также считали его произведения образцом плохой литературы.
Сам Белоусов выпускал брошюры с вымышленной биографией Вилли Конна, где сообщалось, что он является известным писателем, связанным с американской книгоиздательской фирмой, лауреатом престижных литературных премий, автогонщиком, каскадёром, а также борцом против инопланетных шпионов. У Вилли Конна появился даже последователь, который писал под псевдонимом «Вилли Конн-младший». Тем не менее, большие тиражи изданий приносили и частичное признание и известность автору. В 1990 году представители хабаровского фэнзина присудили Вилли Конну премию «Эротиконн». Уже в 90-х годах ещё под этим же псевдонимом автор издал серию произведений о людоедах; в конце 90-х годов также под новым псевдонимом «Гр. Орлов» написал ряд произведений в стиле фантастики ужасов. На 1998 год анонсировался выход романа «Изменивший смерти», однако он так и не вышел. Предполагается, что автор до 1998 года выпускал произведения также и под псевдонимами «Иван Яновский» и «Ян Белоусов». После 1998 года не ведёт активной творческой деятельности.

## Работы
Майк Норман
- 1989 — Лили
- 1989 — Террорист СПИДа
- 1990 — Второе пришествие Сатаны
- 1990 — Постель дьявола-искусителя
- 1990 — Похождения космической проститутки
- 1990 — Сексуальный маньяк
- 1991 — Американский Дон-Жуан
- 1991 — Инопланетяне в Нью-Йорке
- 1991 — Любовники из сновидений
- 1991 — Последняя любовь Джека-Потрошителя
- 1991 — Хуанита умеет все
- 1991 — Шкатулка с поцелуями
- 1993 — Герой Бродвея
- 1993 — Эстер — соперница Марианны
- 1993 — Юбка Анжелики
- 1994 — Король газовых баллончиков

Людоеды
- 1996 — Людоеды в Петербурге: Новые красные против новых русских
- 1997 — Людоеды в Нью-Йорке
- 1998 — Людоеды в Париже: Новые красные против новых русских

Бал обезьян
- 1998 — Бал обезьян
- 1998 — Все для идола

Прочее
- 1974 — Занимательная стандартизация
- 1977 — Испытано временем
- 1979 — Кто главнее?
- 1980 — Кто зажигает «Радугу»?
- 1980 — Стандартизация в приборостроении
- 1984 — По ту сторону страха
- 1984 — Операция «Рептилия»